# Carl-Magnus Stolt
Carl-Magnus Stolt, född 16 januari 1957, är en svensk läkare och författare.
År 1997 utnämndes Stolt till professor vid Karolinska Institutet i det då nya ämnet medicinsk humaniora. Efter misstankar om sexuellt ofredande stängdes han av från tjänsten på Karolinska Institutet. Efter detta öppnade han 2008 en privat läkarpraktik i Borås tillsammans med frun.
Stolts bok Sväva mellan liv och död. En läkares daganteckningar utkom 2004 och recenserades av Tom Hedlund i Svenska Dagbladet som menade att bokens kompositionsmodell fick Stolt att "att avstå från alla försök till verklig disposition av det brokiga materialet." Hans biografi över Karin Johnsson utgavs 2020 på Alhambra förlag.